# Sulęcin
Pour les articles homonymes, voir Sulęcin.
Sulęcin (prononciation : [suˈlɛnt͡ɕin]) ; en allemand : Zielenzig) est une ville de l'ouest de la Pologne. Elle est le chef-lieu d’un district (powiat) appelée Powiat de Sulęcin et d'une gmina appelée gmina de Sulęcin et fait partie de la voïvodie de Lubusz.

## Géographie
Sulęcin est située dans le nord de la voïvodie de Lubusz, sur la rivière Postomia, un affluent de la Warta (elle-même affluent de l'Oder). Le paysage environnant est formé par les nombreuses collines du plateau de Lubusz, culminant à 227 mètres. La ville importante la plus proche est Gorzów Wielkopolski, 45 km plus au nord.
La région de Sulęcin fait partie du pays de Lubusz qui se trouvait autrefois à l'extrême nord-ouest de la région historique de Silésie.

## Histoire
Des fouilles ont montré que la région de Suleçin était déjà habitée au IIe siècle av. J.-C. La localité fut mentionnée pour la première fois en 1241, lorsque l'évêque Henri de Lebus approuva la fondation d'une colonie par le comte Mroczek de Pogorzeli, noble silésien et castellan de Krosno.

### Les Templiers et les Hospitaliers
En 1244, le comte Mroczek fit don de Sulęcin et des villages aux alentours à l'ordre du Temple qui y établit une commanderie,.
Les Hospitaliers de l'ordre de Saint-Jean de Jérusalem prirent possession des lieux en 1318 mais ils en furent chassés huit ans plus tard et ne revinrent qu'à partir de 1350. La localisation exacte de la commanderie est incertaine.

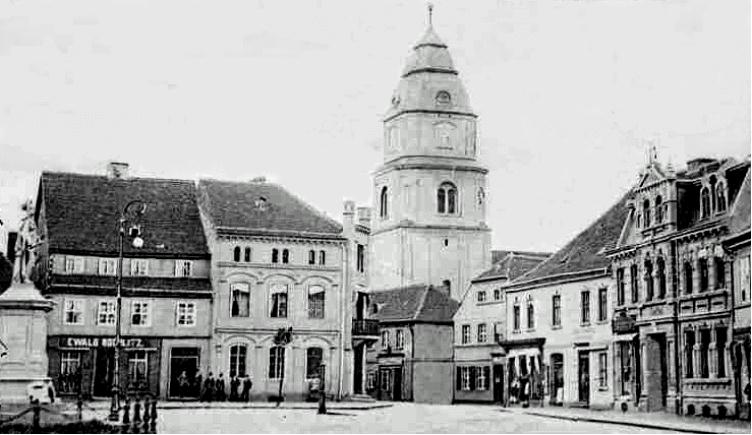
Zielenzig vers 1905.

À partir de 1815, Zielenzig fait partie de l'arrondissement de Sternberg-en-Nouvelle-Marche jusqu'en 1873, puis de l'arrondissement de Sternberg-Est dans la province de Brandebourg (district de Francfort) dans le royaume de Prusse. Après la Seconde Guerre mondiale, avec la mise en œuvre de la ligne Oder-Neisse, le village retourne à la Pologne. La population d'origine allemande est expulsée et remplacée par des Polonais.
De 1975 à 1998, le village appartenait administrativement à la voïvodie de Gorzów.

Depuis 1999, il appartient administrativement à la voïvodie de Lubusz.

## Démographie
Habitants

## Personnalités de la commune
- Ernst Ludwig Krause (1839-1903) biologiste ;
- Paul Tornow (1848-1921), architecte ;
- Richard Kund (1852-1904), officier et explorateur ;
- Charlotte Zinke (1891-1944), femme politique ;
- Ulli Lommel (1944-2017), acteur, scénariste et réalisateur ;
- Dariusz Goździak (né en 1962), pentathlonien.

## Relations internationales

### Jumelages
La ville a signé des jumelages ou des accords de coopération avec :
- Beeskow (Allemagne) ;
- Kamen (Allemagne) ;
- Friedland (Allemagne) ;
- Nowy Tomyśl (Pologne);
- 🇨🇵 Wallers (France).